# Командование специального назначения
Ордена Ленина командование специального назначения (сокр. КСпН) — Ордена Ленина оперативное-стратегическое объединение Вооружённых Сил Российской Федерации — России.

## Формирование
Сформировано 1 сентября 2002 года на базе Московского округа ордена Ленина ВВС и ПВО. Штаб командования находился в городе Балашиха.
С 2005 года началось перевооружение частей ЗРВ на новую ЗРС ДД С-400 или «Триумф» и в 2007-м году первый полк (606-й гвардейский зенитный ракетный полк), вооруженный ЗРС С-400, заступил на боевое дежурство.

## Переформирование
В 2009 году переформировано в Объединённое стратегическое командование воздушно-космической обороны.

## Командующий
- генерал-лейтенант, с 2003 года генерал-полковник Соловьёв Юрий Васильевич (01.09.2002 — 26.07.2008),
- генерал-лейтенант Разыграев Сергей Николаевич (26.07.2008 — 22.05.2011).

## Состав
- 16-я воздушная Краснознамённая армия — Кубинка:
  - 105-я смешанная авиационная дивизия — Воронеж:
    - 455-й бомбардировочный авиационный полк — Воронеж — Су-24М, Су-34
    - 899-й гвардейский штурмовой авиационный Оршанский дважды Краснознамённый, ордена Суворова полк имени Ф. Э. Дзержинского — Бутурлиновка — Су-25

  - 226-й отдельный смешанный авиационный полк — Кубинка — Ми-8, Ан-12, Ан-24, Ан-26, Ан-30, Ту-134
  - 5-й отдельный дальний разведывательный авиационный отряд — Воронеж — Ан-30
  - 14-й гвардейский истребительный авиационный Ленинградский Краснознамённый, ордена Кутузова полк — Курск (Восточный) — МиГ-29СМТ
    - 28-й гвардейский истребительный авиационный Ленинградский ордена Кутузова полк — Андреаполь — МиГ-29

  - 47-й разведывательный авиационный Борисовский Краснознамённый, ордена Суворова полк — Шаталово — Су-24МР, МиГ-25РБ
  - 237-й гвардейский Проскуровский Краснознамённый, орденов Кутузова и Александра Невского центр показа авиационной техники имени Маршала авиации И. Н. Кожедуба— Кубинка — Л-39, МиГ-29, Су-27, Су-27М
  - 45-й отдельный вертолётный полк — Калуга (Орешково) — Ми-24
  - 440-й отдельный вертолётный полк (боевого управления) — Вязьма — Ми-8, Ми-24
  - 469-я авиационная комендатура — Мулино — Ми-8, Ми-24, Ми-35, Ми-26, Ми-28, Ка-27, Ка-50, Ка-52
  - 490-й отдельный вертолётный полк (боевого управления) — Тула (Клоково) — Ми-8, Ми-24, Ми-26
  - 865-я база резерва вертолётов — Рязань (Протасово) — хранение Ми-8, Ми-24
- 1-й корпус ПВО — Балашиха
  - 8-я авиационная Краснознамённая дивизия особого назначения — Чкаловский — отдельная авиационная эскадрилья управления и ретрансляции (Четыре самолета — Ил-80)
  - 9-я дивизия ПВО — Видное
  - 37-я дивизия ПВО — Долгопрудный
  - 210-й зенитный ракетный ордена Красной Звезды полк — Морозки
  - 584-й гвардейский зенитный ракетный полк
  - 606-й гвардейский зенитный ракетный Краснознамённый полк — Электросталь — С-300 (один дивизион — С-400)
  - 614-й гвардейский зенитный ракетный Венский Краснознамённый, орденов Кутузова и Александра Невского полк особого назначения — Пестово
  - 612-й гвардейский зенитный ракетный Киевский трижды Краснознамённый, орденов Суворова и Богдана Хмельницкого полк — Алабино
  - 144-й гвардейский зенитный ракетный полк — Домодедово
  - 614-й гвардейский зенитный ракетный Венский Краснознамённый, орденов Кутузова и Александра Невского полк особого назначения — Зеленоград
  - 70-я радиотехническая бригада — Наро-Фоминск
  - 9-й радиотехнический полк — Михнево
- 32-й корпус ПВО — Ржев:
  - 611-й истребительный авиационный Перемышльский Краснознамённый, ордена Суворова полк — Бежецк (Дорохово) — Су-27
  - 790-й истребительный авиационный ордена Кутузова полк — Хотилово — МиГ-31БМ, Су-27СМ
  - 42-й гвардейский зенитный ракетный Путиловско-Кировский ордена Ленина полк — Валдай
  - 108-й зенитный ракетный Тульский полк — Шилово (Воронеж) — С-300ПС
  - 41-я радиотехническая бригада — Орёл
  - 3-я радиотехническая бригада — Ржев
  - 6-я радиотехническая Краснознамённая бригада — Селифонтово (Ярославль)
- 846-й центр военно-прикладных видов спорта — Истра